# Милдениц
Милдениц (њем. Mildenitz) општина је у њемачкој савезној држави Мекленбург-Западна Померанија. Једно је од 53 општинска средишта округа Мекленбург-Штрелиц. Према процјени из 2010. у општини је живјело 549 становника. Посједује регионалну шифру (AGS) 13055043.

## Географски и демографски подаци
Милдениц се налази у савезној држави Мекленбург-Западна Померанија у округу Мекленбург-Штрелиц. Општина се налази на надморској висини од 107 метара. Површина општине износи 30,2 km². У самом мјесту је, према процјени из 2010. године, живјело 549 становника. Просјечна густина становништва износи 18 становника/km².